# Annulipulsellum
Annulipulsellum is een geslacht van tandschelpen uit de  familie van de Pulsellidae.

## Soorten
- Annulipulsellum aenigmaticum V. Scarabino & F. Scarabino, 2010
- Annulipulsellum euzkadii Scarabino, 1986